# Atletica leggera ai Giochi della XXI Olimpiade - Staffetta 4×400 metri maschile

Video della Finale (sintesi della gara)

La staffetta 4×400 metri ha fatto parte del programma maschile di atletica leggera ai Giochi della XXI Olimpiade. La competizione si è svolta nei giorni 30-31 luglio 1976 allo Stadio Olimpico (Montréal).

## Presenze ed assenze dei campioni in carica
| Competizione      | Atleta        | Prestazione | Montréal 1976 |
| ----------------- | ------------- | ----------- | ------------- |
| Monaco 1972       | Kenya         | 2'59”8      | Kenya assente |
| Commonwealth 1974 | Kenya         | 3'04”43     | Kenya assente |
| Europei 1974      | Gran Bretagna | 3'03"33     | Presente      |
| Asiatici 1974     | Sri Lanka     | 3'07”40     | Assente       |
| Panamericani 1975 | Stati Uniti   | 3'00”76A    | Presenti      |

1. ↑  Per il boicottaggio.

## Finale
In finale gli americani sono inseguiti dai polacchi a soli sei metri. Fred Newhouse corre una super-terza frazione in 43"8, dando alla sua squadra un vantaggio di 20 metri, che sarà mantenuto fino alla fine.

Gli americani vincono con il miglior tempo mai stabilito a livello del mare.
| Pos | Paese          | Atleti                                                                        | Tempo   |
| --- | -------------- | ----------------------------------------------------------------------------- | ------- |
|     | Stati Uniti    | Herman Frazier 45"3 Benjamin Brown 44"6 Fred Newhouse 43"8 Maxwell Parks 45"0 | 2'58”65 |
|     | Polonia        | Ryszard Podlas Jan Werner Zbigniew Jaremski Jerzy Pietrzyk                    | 3'01”43 |
|     | Germania Ovest | Franz-Peter Hofmeister Lothar Krieg Harald Schmid Bernd Herrmann              | 3'01”98 |